# T175/176次列车
T175/176次列车，是中国铁路运行于首都北京至青海省会西宁的一趟特快旅客列车，自2012年7月1日起开行，现由北京铁路局石家莊客运段京西车队负责客运任务，是青海第二班始發進京列车。列车使用中国铁路25K型客车，沿京广铁路、石太客运专线、太中银铁路、包兰铁路及兰青铁路运行，途经北京、河北、山西、陕西、宁夏、甘肃及青海五省一市一區，全程1785公里。其中北京西站至西宁站运行21小时19分，使用车次为T175次；西宁站至北京西站运行21小时32分，使用车次为T176次。

## 历史

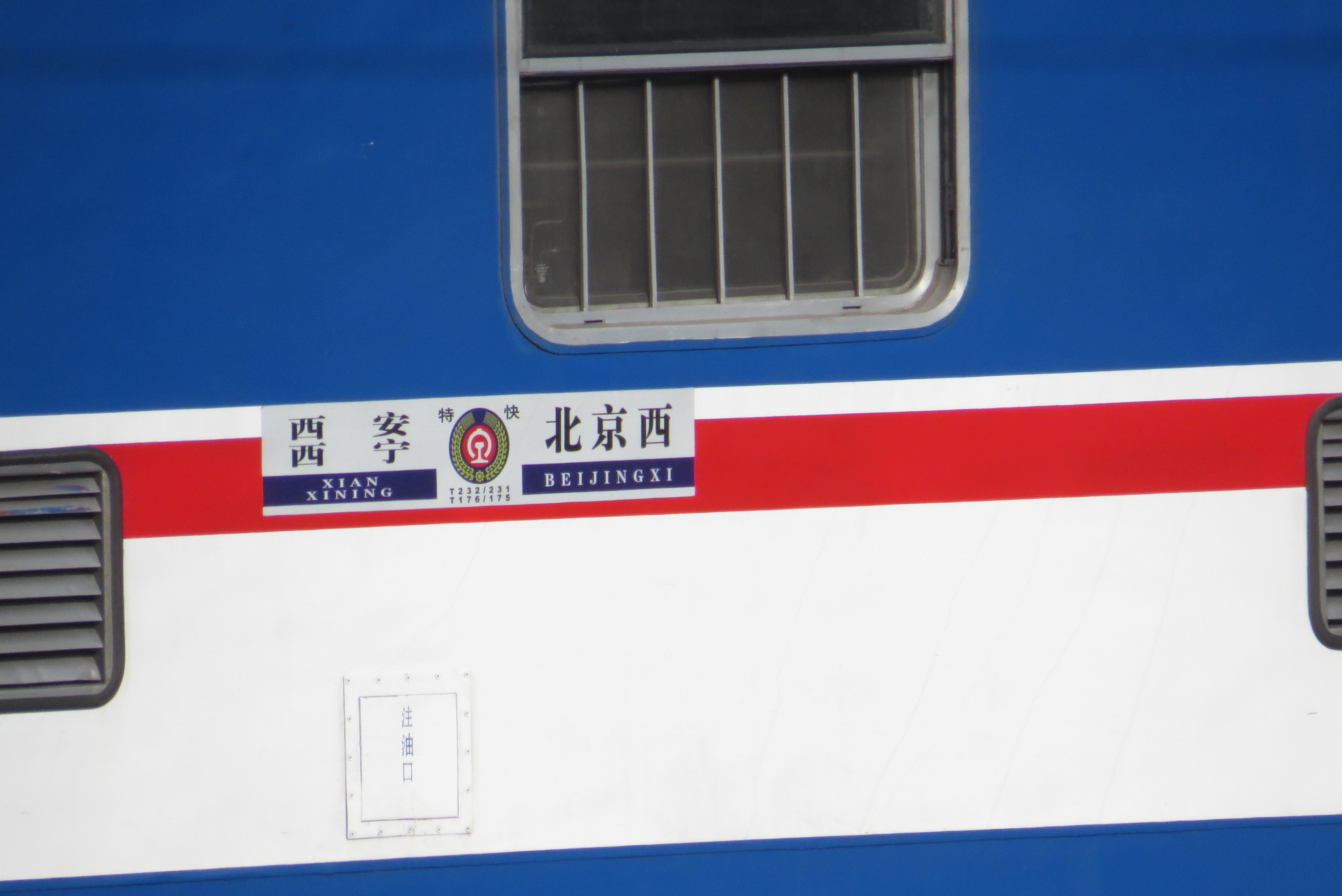
T231/232次列车水牌（2015年）

T175/176次列车曾是中国铁路曾运行于湖北省会武汉至广东经济特区深圳之间的特快旅客列车，由郑州铁路局武汉铁路分局（现武汉铁路局武汉客运段）自2004年4月18日起随中国铁路实施第五次大提速而开行并负责客运任务，是武汉直通深圳的第三趟特快列车。列车使用中国铁路25K型客车，沿京广铁路、广深铁路运行，全程1216公里，途经湖北、湖南、广东三省。其中武昌站至深圳站使用车次为T175次；深圳站至汉口站使用车次为T176次。作为武汉客运段的三进列车之一，T175/176次列车曾多次获得铁道部的“红旗列车”等荣誉称号。2009年12月26日，配合武广客运专线正式通車，武汉至广州之間开行大量高速动车组列车，T175/176次列车于2010年6月20日正式停运，原车次得以留空。
2012年7月1日，隨著鐵路調整運行圖，增開西寧西站到北京西站特快列車一對，经由京广、石太客专、太中、包兰、兰青线运行，T175/176次得以重用。同時，北京西至蘭州的T75/76次列車計劃更換25T型車體，但因新製造的列車車體未能及時交付而臨時停開，為確保京蘭之間的鐵路運力，T175/176次初期暫時改為北京西至蘭州之間運行。同年8月16日，T75次恢复开行，T175次隨即改为西宁西站终到。
2014年12月25日，配合西宁站重建完成以及兰新客运专线通車，T175/176次列车改为西宁站始发终到。

## 列车编组
T175/176次列车使用中国铁路25K型客车车体，采取19辆编组，其中硬卧车9辆、硬座车5辆，软卧车2辆，空调发电车、餐车和行李车各1辆，列車同時与北京西至西安的T231/232次列车共同套用，具體執行為：北京西開T231次至西安→西安開T232次至北京西→北京西開T175次至西寧→西寧開T176次至北京西。
| 车厢编号 | 1                | 2-6          | 7          | 8-9          | 10-18        | 19           |
| 车型     | KD25K 空调发电车 | YZ25K 硬座车 | CA25K 餐车 | RW25K 软卧车 | YW25K 硬卧车 | XL25K 行李车 |

## 机车交路

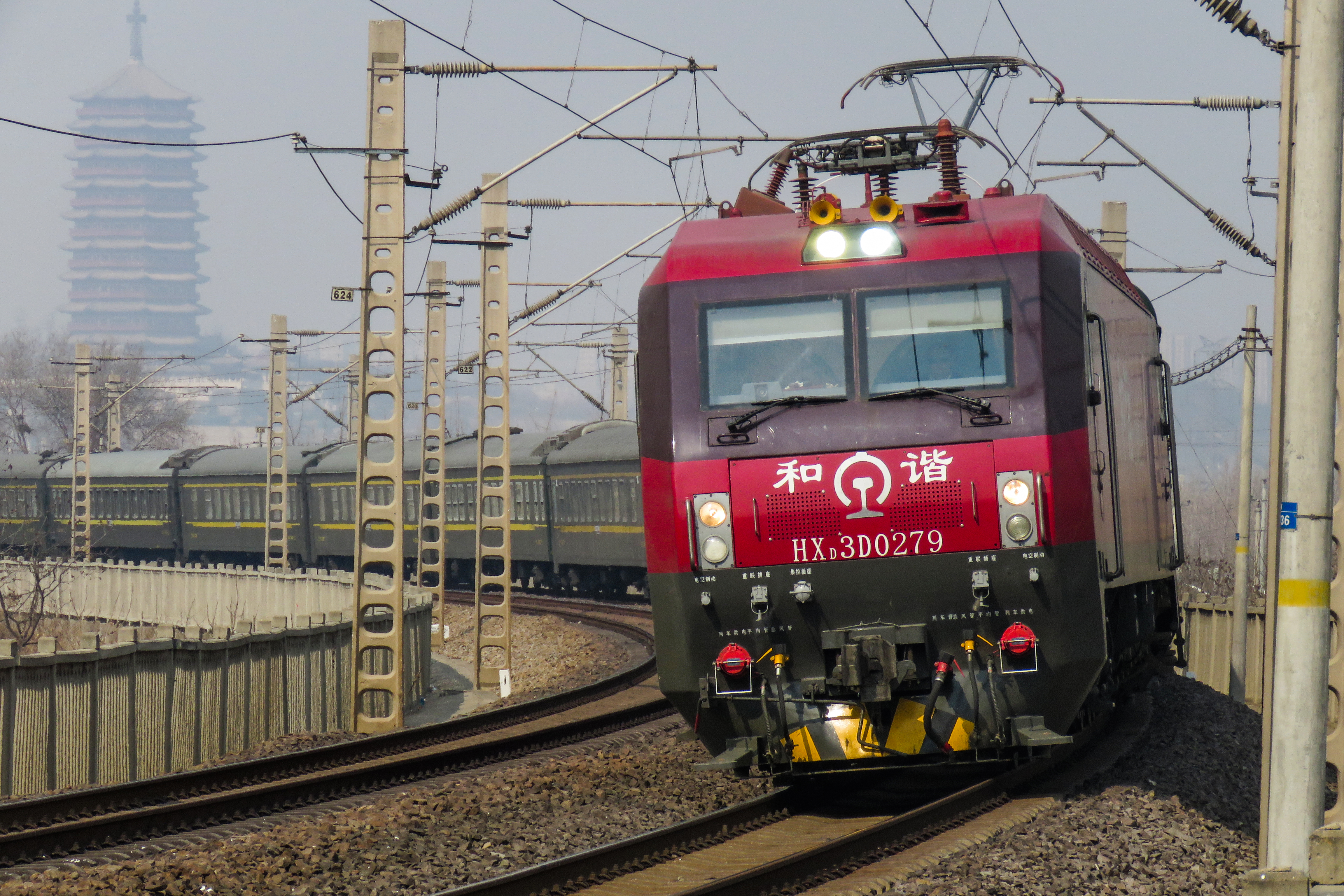
配属兰州西机务段的和谐3D型电力机车第0279号牵引T175次列车通过西长线槐树岭弯道

T175/176次列车曾由韶山7E型电力机车牵引，2014年起改用和谐3D型电力机车牵引。
| 车站区段               | 北京西 ↔ 西宁                                                                                  |
| 本务机车 配属 司机更替 | 和谐3D型电力机车 兰局兰段 太原/迎水桥/兰州司机在太原/中卫轮乘 T175次蘭州換司機，T176次蘭州換掛 |

## 运行时刻
- 数据截至2023年10月11日。

| T175次 | T175次 | T175次 | T175次 | 停靠站   | T176次 | T176次 | T176次 | T176次 |
| 里程   | 天数   | 到点   | 开点   | 停靠站   | 到点   | 开点   | 天数   | 里程   |
| ------ | ------ | ------ | ------ | -------- | ------ | ------ | ------ | ------ |
| 0      | 当天   | —      | 13:05  | 北京西   | 09:37  | —      | 第二天 | 1785   |
| 146    | 当天   | 14:26  | 14:33  | 保定     | 08:02  | 08:06  | 第二天 | 1639   |
| 206    | 当天   | 15:08  | 15:11  | 定州     | ↑      | ↑      | 第二天 | —      |
| 291    | 当天   | 16:06  | 16:19  | 石家庄北 | 06:40  | 06:46  | 第二天 | 1494   |
| 516    | 当天   | 18:30  | 18:38  | 太原     | 04:40  | 04:48  | 第二天 | 1269   |
| 584    | 当天   | 19:18  | 19:20  | 交城     | ↑      | ↑      | 第二天 | —      |
| 598    | 当天   | 19:31  | 19:33  | 文水     | ↑      | ↑      | 第二天 | —      |
| 697    | 当天   | 20:27  | 20:31  | 吕梁     | 02:53  | 02:57  | 第二天 | 1088   |
| 786    | 当天   | 21:28  | 21:31  | 绥德     | 01:49  | 01:53  | 第二天 | 999    |
| 816    | 当天   | 21:48  | 21:50  | 子洲     | 01:29  | 01:32  | 第二天 | 969    |
| 927    | 当天   | 22:52  | 22:56  | 靖边     | 00:10  | 00:27  | 第二天 | 858    |
| 1032   | 第二天 | 23:58  | 00:01  | 定边     | 23:08  | 23:12  | 当天   | 753    |
| 1263   | 第二天 | 02:17  | 02:25  | 中卫     | 20:19  | 20:27  | 当天   | 522    |
| 1482   | 第二天 | 05:46  | 05:50  | 白银西   | 16:44  | 16:48  | 当天   | 303    |
| 1569   | 第二天 | 07:29  | 07:51  | 兰州     | 14:43  | 15:04  | 当天   | 216    |
| 1579   | 第二天 | 08:03  | 08:06  | 蘭州西   | ↑      | ↑      | 当天   | —      |
| —      | 第二天 | ↓      | ↓      | 乐都     | 12:48  | 12:52  | 当天   | 61     |
| 1785   | 第二天 | 10:24  | —      | 西宁     | —      | 12:05  | 当天   | 0      |